# Іларіон Кондратович
Іларіон Кондратович (*середина XVIII ст., Воронеж — †12 січня 1799, Новгород-Сіверський) — український релігійний та освітній діяч доби Гетьманщини. Архімандрит Київського Межигірського монастиря. Ректор Тверської духовної семінарії. Єпископ Відомства православного сповідання Російської імперії. Єпископ Переяславський і Бориспільський; Новгород-Сіверський і Глухівський; у Білорусі - Мстиславський; Оршанський і Могильовський. 

## Біографія
Навчався у Києво-Могилянській академії, по закінченню якої прийняв чернечий постриг у Києво-Печерській Лаврі і був проповідником та регентом її канцелярії. 
1769 р. відвідав столицю Гетьманщини - Глухів, де від генерала-губернатора Петра Рум’янцева-Задунайського дістав запрошення стати обер-ієромонахом російської армії і одночасно виконувати обов’язки духівника графа. 
30 січня 1773 р. призначено архімандритом Київського Межигірського монастиря, а 1775 р. переведено настоятелем Калязинського Троїцького монастиря Тверської єпархії. Одночасно призначено ректором Тверської семінарії. 
17 липня 1776 р. — висвячено в Московському Успенському соборі на єпископа Переяславського і Бориспільського на Гетьманщині. Прибувши до Переяславської єпархії, подав прохання про розширення її меж за рахунок приєднання ряду церков Прилуцького, Миргородського і Лубенського полків, які до того належали Київській єпархії. 
Завдяки діяльності єпископа Кондратовича 1781 р. в Переяславському колегіумі відкрито богословський клас, а 1782-1783 рр. проведено капітальний ремонт приміщення і добудовано ще один клас для навчання богослов’я.
По смерті митрополита Київського і Галицького Гавриїла Кременецького упродовж трьох місяців був місценаглядачем Київської митрополії. Після ліквідації Переяславсько-Бориспільської єпархії 27 березня 1785 р. поставлений керуючим Новгород-Сіверської єпархії, де пробув 12 років. Сюди ж, з його особистого наказу, тимчасово переведено і Переяславський колегіум, внаслідок чого традиції КМА, що здавна там культивувалися, було перенесено і до нової Новгород-Сіверської семінарії. 
Кондратович приділяв багато уваги цьому навчальному закладові, який мав чималий вплив на тогочасне суспільне і культурне життя в Новгороді-Сіверському й усій Гетьманщині. 
З ліквідацією й цієї єпархії у складі РПЦ (безпатріаршої) 1 вересня 1797 р. переведено до анексованих Російською імперією територій Білорусі. Став єпископом Мстиславським, а згодом Оршанським і Могильовським РПЦ (б). Проте до окупованого московитами Могильова він їхати не захотів, мотивуючи відмову поганим станом здоров’я. Насправді, він знав, що могилівська кафедра РПЦ практично не існувала, а край був усуціль греко-католицьким. Внаслідок відмови їхати в окуповані райони Білорусі, 24 жовтня 1797 р. його звільнено на спочинок, але доручено наглядати за Новгород-Сіверським Спасо-Преображенським монастирем, де він помер і був похований. 